# خياطة متواصلة

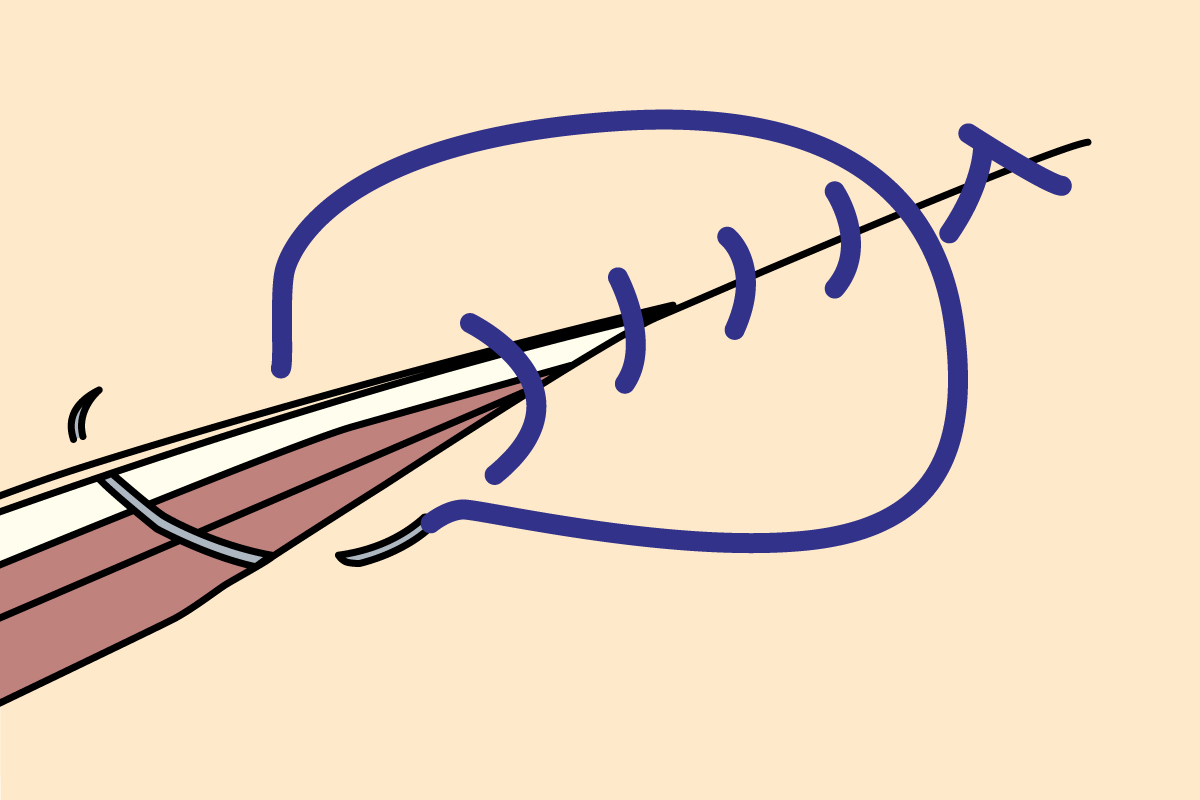
خياطة متواصلة

الخياطة المتواصلة أو الخياطة المتواصلة البسيطة (بالإنجليزية:Continuous Suture)، هي إحدى أنماط خياطة الجروح، يتم فيها ربط الغرز على طول الجرح. تتميز هذه التقنية بأنها أسرع من التقنيات الأخرى، ومناسبة أكثر للجروح الطويلة. ومع ذلك، قد تتسبب هذه التقنية بتفزر الجرح إذا انحل الخيط لأنها تتكون من غرز متصلة ببعضها على عكس الخياطة المتقطعة البسيطة التي لا تتأثر فيها كل الغرز في حال انفكاك أحد الغرز. تستخدم العديد من الإجراءات الطبية الغرز المتواصلة كما في إغلاق تمزق المهبل بعد الولادة، أو بعض عمليات التجميل مثل شد الوجه أو الحاجب.

## التقنية
نمط الخياطة المتواصلة يشبه نمط الخياطة المتقطعة البسيطة، ومع ذلك، بعد ربط الغرزة الأولى، لا يتم قطع الخيط بل تستمر الغرز بخيط واحد على جانبي الجرح حتى نهاية الجرح. يتم بعد ذلك ربط الخيط بعقدة أخيرة وقطعه. وبالتالي، ستكون هناك عقدة في بداية ونهاية الجرح فقط.

## الميزات والسلبيات

### المزايا:[3]
- الميزة الأساسية لهذه التقنية هي بساطتها وسرعة وضع الغرز مقارنة بالتقنيات الأخرى. كما أن طول الخيط الذي تم استخامه يكون أقل.
- تضمن توزيع قوة الشد بالتساوي على طول خط الخياطة وهو أمر مفيد للجروح الطويلة.
- يترك ندبات أقل مقارنة بتقنية الخياطة المتقطعة البسيطة.

### السلبيات:[3]
- قد تكون احتمالية تفزر الأنسجة أعلى في الأنسجة المغلقة بهذه التقنية، لأنه يتم عقد طرفي خط الخياطة فقط.
- إذا تعرضت إحدى العقد للتلف أو الفتح، فسوف يتضرر خط الخياطة بأكمله.
- إذا تضرر أحد أطراف الجرح، فيجب فك الخياطة بأكملها.

## أنماط خياطة الجروح الأخرى
- الخياطة المتقطعة البسيطة
- الخياطة التنجيدية المستعرضة
- الخياطة التنجيدية العمودية
- الخياطة تحت الأدمية

## روابط خارجية
- مقطع فيديو يوضح كيفية استخدام التقنية